# Salvador R. Guzmán Esparza
Salvador R. Guzmán Esparza (Puebla de Zaragoza, Puebla; 24 de octubre de 1888-Ciudad de México; 5 de noviembre de 1962) fue un médico y embajador mexicano.

## Vida
Salvador R. Guzmán Esparza fue hijo de María Esparza y Daniel Guzmán. Visitó la Escuela Lafragua de Puebla y en 1909 la Escuela de Medicina de México.
Se adhirió al antirreeleccionismo en 1909 y militó en el club “Luz y Progreso” fundado por Aquiles Serdán.
Al año siguiente se incorporó a la insurrección maderista en Guerrero. Combatió en Acapulco y fue apresado en Oaxaca, de donde escapó. Al triunfo de Madero regresó a la capital del país a continuar sus estudios de medicina.Cuando se produjo el golpe de Estado de Victoriano Huerta se incorporó al constitucionalismo. En 1915 obtuvo el título de médico y Venustiano Carranza lo envió comisionado al Hospital Militar de Veracruz con el grado de mayor. En 1916 fue diputado por Puebla al Congreso Constituyente, culminando en 1917.
Fue miembro editor del periódico El Zancudo.En 1918 ingresó al servicio exterior, en el que fue, a partir de 1946, embajador en Suecia, Alemania, Venezuela, Holanda, Inglaterra y Portugal.